# Книга Морония
Книга Морония (англ. Book of Moroni)— последняя часть Книги Мормона. Согласно учению ЦИХСПД написана Моронием в 421 году. Связного повествования из себя не представляет — Мороний описывает церковные обряды, размышляет о добродетелями, воспроизводит тексты писем своего отца Мормона и т. д.

## Содержание
| Глава | Содержание |
| ----- | --- |
| 1.    | Мороний кратко описывает тяжёлое положение Нефийцев, не отрёкшихся от Христа. Напоследок он решает написать о некоторых вещах. |
| 2.    | Молитва Христа с целью дарования Духа Святого через возложение рук. |
| 3 .   | Описание обряда посвящения священников и учителей и молитва, произносимая старейшинами при этом. |
| 4 .   | Описание обряда причащения хлебом и молитва, произносимая при этом. |
| 5.    | Описание обряда причащения вином и молитва, произносимая при этом. |
| 6 .   | Условие для совершение крещения. Образ жизни членов церкви. Нераскаянные грешники должны быть вычеркнуты из числа народа Христова, однако после покаяния их должно прощать. |
| 7 .   | Мормон рассуждает о природе веры, а затем о том, что такое вера, надежда и милосердие. |
| 8.    | Послание Мормона о том, что крещение неразумных младенцев является серьёзным поруганием перед Богом, так как маленькие дети не могут каяться. |
| 9.    | Второе послание Мормона, который сообщает о разгроме Нефийцев Ламанийцами и о моральном разложении, как тех, так и других. Мормон предоставляет сына Богу и умоляет его не печалиться об этих скорбных вестях. |
| 10 .  | Заключительные слова Морония. Содержит фразу, активно используемую мормонскими миссионерами для подтверждения подлинности текста (т. н. «Обещание Морония»): И, когда вы получите эти писания, я увещеваю вас спросить Бога, Отца Вечного, во имя Христа, достоверны ли они: и если вы спросите с искреннем сердцем и истинным желаниями, с верою во Христа, Он откроет вам правду о них силою Духа Святого. Перечисляются дары Божии (подобно как они описаны в 1 послании к Коринфянам (1Кор. 12:8-11), затем Мороний снова кратко пересказывает слова отца о вере, надежде и милосердии. Напоследок Мороний увещевает выполнять пророчества и даёт обетования о своём грядущем появлении. |